# Dawid Tomala
Dawid Paweł Tomala (ur. 27 sierpnia 1989 w Tychach) – polski lekkoatleta, chodziarz, mistrz olimpijski z Tokio w chodzie na 50 kilometrów.

## Kariera
Chód sportowy zaczął uprawiać w 2003 w klubie UKS „Maraton Korzeniowski” w Bieruniu. W 2011 zajął 2. miejsce w mistrzostwach Europy do lat 23. W 2015, po dyskwalifikacji za doping pierwszego na mecie Rosjanina Bogatyriewa, Tomala otrzymał złoty medal tych zawodów.
Medalista mistrzostw Polski w różnych kategoriach wiekowych, w tym złoty medalista na dystansach: 50 kilometrów (2021), 20 km (2022) i 10 000 m (2018 i 2019) oraz halowych mistrzostw Polski w chodzie na 5000 metrów (2012, 2015, 2016, 2017, 2018, 2019 i 2020). Członek grupy lekkoatletycznej Silesiathletics.
W 2021, podczas igrzysk olimpijskich w Tokio, został mistrzem olimpijskim w chodzie na 50 kilometrów. Stał się tym samym drugim Polakiem po Robercie Korzeniowskim, który zwyciężył na tym dystansie w igrzyskach olimpijskich.

## Osiągnięcia
| Rok  | Impreza                                | Miejsce    | Konkurencja                 | Lokata      | Wynik    |
| ---- | -------------------------------------- | ---------- | --------------------------- | ----------- | -------- |
| 2008 | Mistrzostwa świata juniorów            | Bydgoszcz  | chód na 10 000 m            | 8. miejsce  | 42:33,60 |
| 2009 | Puchar Europy w chodzie sportowym      | Metz       | chód na 20 km               | 16. miejsce | 1:30:56  |
| 2009 | Młodzieżowe mistrzostwa Europy         | Kowno      | chód na 20 km               | 7. miejsce  | 1:25:26  |
| 2010 | Puchar świata w chodzie sportowym      | Chihuahua  | chód na 20 km               | 37. miejsce | 1:29:21  |
| 2010 | Mistrzostwa Europy                     | Barcelona  | chód na 20 km               | 18. miejsce | 1:25:50  |
| 2011 | Młodzieżowe mistrzostwa Europy         | Ostrawa    | chód na 20 km               | 1. miejsce  | 1:24:21  |
| 2012 | Puchar świata w chodzie sportowym      | Sarańsk    | chód na 20 km               | –           | DNF      |
| 2012 | Igrzyska olimpijskie                   | Londyn     | chód na 20 km               | 19. miejsce | 1:21:55  |
| 2013 | Puchar Europy w chodzie                | Dudince    | chód na 20 km               | –           | DNF      |
| 2013 | Mistrzostwa świata                     | Moskwa     | chód na 20 km               | –           | DNF      |
| 2016 | Drużynowe mistrzostwa świata w chodzie | Rzym       | chód na 20 km               | 35. miejsce | 1:23:07  |
| 2018 | Drużynowe mistrzostwa świata w chodzie | Taicang    | chód na 20 km               | 48. miejsce | 1:29:04  |
| 2018 | Mistrzostwa Europy                     | Berlin     | chód na 20 km               | 19. miejsce | 1:25:06  |
| 2019 | Puchar Europy w chodzie                | Olita      | chód na 20 km               | 33. miejsce | 1:27:31  |
| 2019 | Mistrzostwa świata                     | Doha       | chód na 20 km               | 32. miejsce | 1:38:15  |
| 2021 | Drużynowe mistrzostwa Europy w chodzie | Podiebrady | chód na 20 km               | 25. miejsce | 1:24:54  |
| 2021 | Igrzyska olimpijskie                   | Tokio      | chód na 50 km               | 1. miejsce  | 3:50:08  |
| 2022 | Mistrzostwa świata                     | Eugene     | chód na 35 km               | 19. miejsce | 2:30:47  |
| 2023 | Mistrzostwa świata                     | Budapeszt  | chód na 35 km               | –           | DNF      |
| 2024 | Drużynowe mistrzostwa świata w chodzie | Antalya    | sztafeta mieszana w chodzie | 23. miejsce | 3:05:56  |

## Rekordy życiowe
- chód na 5000 metrów (hala) – 19:13,16 (17 lutego 2013, Spała[14]) – 5. wynik w historii polskiej lekkoatletyki
- chód na 10 kilometrów – 40:11 (7 września 2013, Katowice[15]) – 11. wynik w historii polskiej lekkoatletyki
- chód na 20 kilometrów – 1:20:30 (30 marca 2013, Ołomuniec[15]) – 4. wynik w historii polskiej lekkoatletyki
- chód na 35 kilometrów – 2:30:47 (24 lipca 2022, Eugene);
- chód na 50 kilometrów – 3:49:23 (20 marca 2021, Dudince[16]) – 11. wynik w polskich tabelach historycznych

## Odznaczenia i wyróżnienia
- Krzyż Oficerski Orderu Odrodzenia Polski (2021)[17][18]